# Цзи Пэнфэй
Цзи Пэнфэй (кит. 姬鹏飞; 2 февраля 1910, провинция Шаньси, империя Цин — 10 февраля 2000, Пекин, КНР) — китайский политик, третий министр иностранных дел КНР.

## Биография
Родился 2 февраля 1910 года в провинции Шаньси Государства Цин.
В 1933 году вступил в Коммунистическую партию Китая.
С 1950 по 1955 год работал послом КНР в ГДР.
С 1972 по 1974 год был министром иностранных дел КНР.
С 1980 по 1982 год был Генеральным секретарем Госсовета КНР.
В 1982—1988 годах член Госсовета КНР.
Умер 10 февраля 2000 года в Пекине в возрасте 90 лет.